# Gazax-et-Baccarisse
Gazax-et-Baccarisse är en kommun i departementet Gers i regionen Occitanien i sydvästra Frankrike. Kommunen ligger i kantonen Montesquiou som tillhör arrondissementet Mirande. År 2022 hade Gazax-et-Baccarisse 69 invånare.

## Befolkningsutveckling
Antalet invånare i kommunen Gazax-et-Baccarisse
Referens:INSEE